# Electric Beat Crew
Die Electric Beat Crew war ein deutsches Hip-Hop-Duo, das aus Olaf Kretschmann (* 27. November 1969) alias Master K. und Marco Birkner (* 28. August 1969) alias M.A.C. bestand. Sie veröffentlichten die erste und einzige englischsprachige Hip-Hop-Platte in der DDR.

## Karriere
Kretschmann beschäftigte sich mit Hip-Hop, seit er 1983 im „Westfernsehen“ den Film Wild Style gesehen hatte. Bereits im Alter von 16 Jahren produzierte er erste Mixe auf Tapes und experimentierte mit englischsprachigen Raps. Mit einem Zweispur-Tonbandgerät von Kretschmanns Eltern und einem von Birkners Großvater halblegal in West-Berlin bestellten Keyboard wurden die ersten gemeinsamen Stücke produziert.
Nachdem der Radiomoderator Lutz Schramm in seiner Sendung Vibrations auf dem Radiosender DT64 einige Stücke von Kretschmann gespielt hatte, wurde das Projekt auch einem größeren Publikum bekannt. Ende des Jahres 1987 gründete Kretschmann im brandenburgischen Schulzendorf zusammen mit Marco Birkner die Electric Beat Crew. Kretschmann war für die Raps verantwortlich und Birkner spielte das Keyboard.
Im Frühjahr 1988 fand in einem kleinen Privat-Club an der Ost-Berliner Französischen Straße der erste „öffentliche“ Auftritt der Band vor gerade einmal 13 Zuhörern statt, obwohl die in der DDR dafür notwendige Spielerlaubnis noch nicht vorlag.
Für einen Auftritt in der ostdeutschen Jugendfernsehsendung Klik im Spätherbst des Jahres 1988 mussten die englisch gesungenen Texte noch notgedrungen ins Deutsche übersetzt werden, damit eine Auftrittsgenehmigung erteilt wurde. Nach dem Auftritt folgte eine Anfrage des Plattenlabels Amiga für eine Veröffentlichung von vier Stücken. Die gesamte Musikproduktion sollte allerdings keine Kosten verursachen. Kretschmann und Birkner produzierten die Stücke daher in Eigenregie zu Hause, wobei sie statt in einem Tonstudio im Kleiderschrank rappten.
Anfang des Jahres 1989 erschien dann bei Amiga die EP Electric Beat Crew, die nur in 10.000 Kopien gepresst wurde und sehr schnell ausverkauft war. Die Veröffentlichung brach in der DDR als erste ostdeutsche Hip-Hop-Platte ein Tabu. Das auf der EP enthaltene Stück Here we come entwickelte sich zu einem der Diskohits des Jahres 1989. Das Stück war bei ostdeutschen DJs vor allem deshalb beliebt, weil die „Schallplattenunterhalter“, wie DJs in der DDR genannt wurden, aufgrund der sogenannten 60/40-Regel der AWA verpflichtet waren, mindestens 60 % Musik aus der DDR oder den weiteren RGW-Staaten zu spielen. Here we come basierte im Wesentlichen auf Samples von Newcleus’ Jam On It und Kid Frosts Terminator sowie auf Raps, die Kretschmann an Grandmaster Flashs Hit The Message anlehnte.
Nach Auftritten bei Fernsehsendungen wie Elf 99, Formel Eins und der ZDF-Hitparade folgte 1990 ebenfalls bei Amiga noch das Debütalbum The Electric Beat Crew mit zwölf Musikstücken.
Ende des Jahres 1990 hatte das Duo den letzten öffentlichen Auftritt als Electric Beat Crew und zog sich danach ins Privatleben zurück.
Im Jahr 1996 wurde das Album noch einmal neu als CD aufgelegt. Auf der 1998 veröffentlichten Compilation (b)eastside erschien dann mit Fear (Time Of Darkness) noch einmal ein neues Stück der Gruppe. Im Jahr darauf veröffentlichte die Electric Beat Crew mit It’s Time ein weiteres neues Stück inoffiziell als freien Download.
Die 2006 erschienene Dokumentation Here we come des Regisseurs Nico Raschick über Breakdance in der DDR griff für den Titel das bekannteste Stück der Electric Beat Crew auf. Daneben wurde mit Son of Beat Street (Live) auch ein Stück der Band auch für den Soundtrack des Films verwendet.